# Wiener Bläserquintett

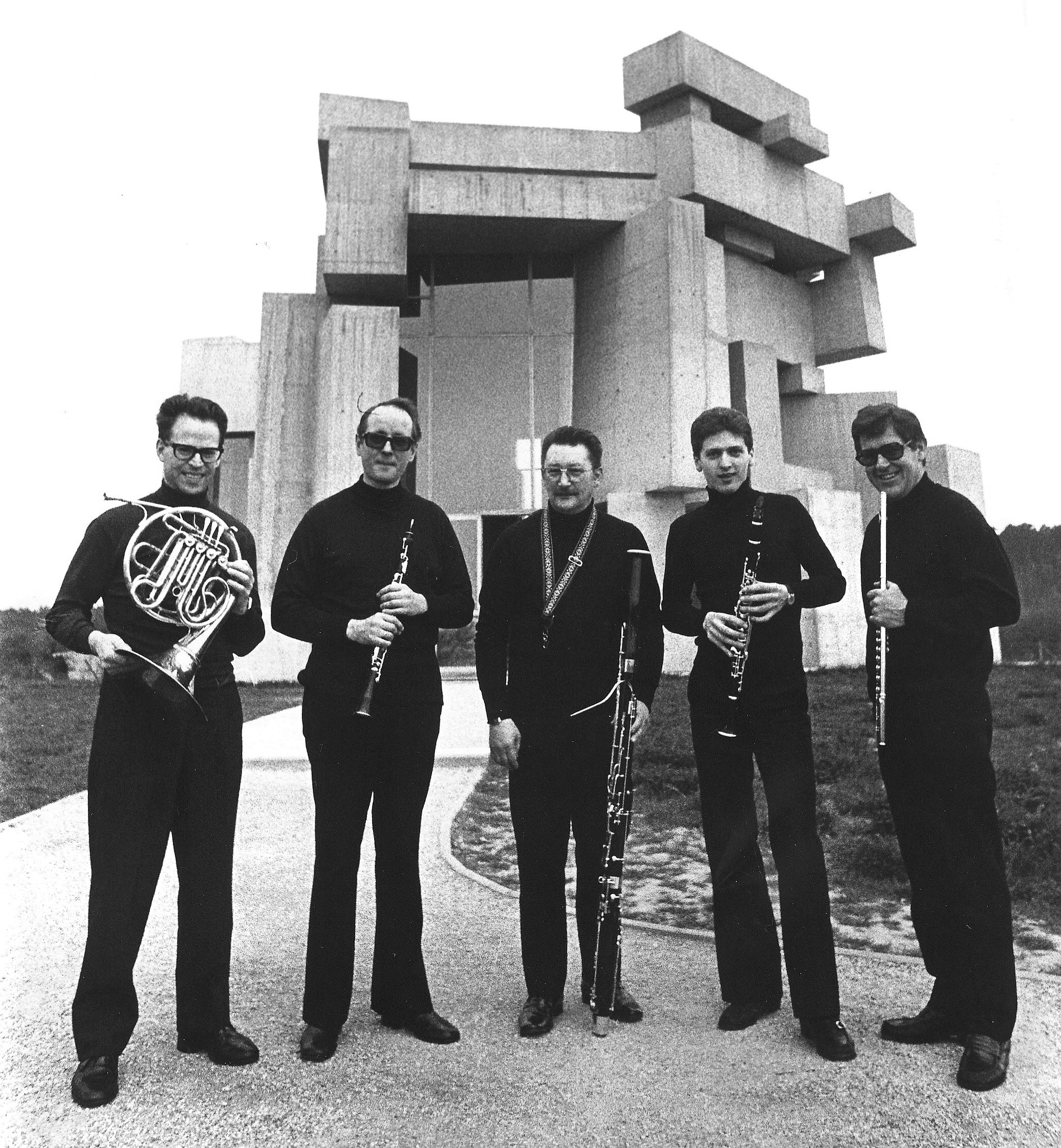
Das Wiener Bläserquintett vor der Wotruba-Kirche, 1979

In Wien wurden im Jahr 1961  zwei Bläserquintette gegründet: Das Eichendorff-Quintett (Repertoire: in erster Linie Romantik) und das für sein aktives Engagement für moderne und zeitgenössische österreichische Musik bekannte Wiener Bläserquintett. Gegründet vom Fagottisten Karl Dvořák (Schüler von Karl Öhlberger, Wr. Philh., 1. Fagott in der Volksoper), stand das Ensemble bis zum Ende unter seiner Leitung. Zu den Gründungsmitgliedern zählten neben Dvořák Franz Opalensky (Flöte), Manfred Kautzky (Oboe), Fritz Fuchs (Klarinette) und Friedrich Gabler (Horn). 1964 folgte auf Opalensky an der Flöte Gottfried Hechtl (Soloflötist der Wiener Symphoniker, Concentus Musicus, Prof. für Flöte am Wiener Konservatorium und an der Grazer Musikhochschule), und Alfred Rosé (Schüler von Leopold Wlach, anschließend in Bogotá, nach seiner Rückkehr NÖ Tonkünstler, danach Wiener Symphoniker, Prof. am Konservatorium in Wien und an der Musikhochschule Graz) trat an der Klarinette die Nachfolge von Fuchs an. Am Horn folgte 1968 auf Gabler Robert Freund (Schüler von Freiberg, Philharmonia Hungarica, NÖ Tonkünstlerorchester, Wiener Symphoniker, Prof. Musikhochschule Graz).
Die Besetzung Hechtl (Flöte), Kautzky (Oboe), Rosé (Klarinette), Freund (Horn) und Dvořák (Fagott) war geprägt von einer regen Konzert- und Reisetätigkeit (Österreich, Deutschland, Frankreich, England, Schweiz, Ungarn, zweimal Vorderer Orient) mit einer Reihe von Uraufführungen, die zum Markenzeichen des Wiener Bläserquintetts wurden. Viele kleinere und größere Werke wurden auf Anregung des Wiener Bläserquintetts komponiert (Gottfried von Einem, Marcel Rubin, Paul Walter Fürst, Helmut Eder, Ferenc Farkas, Johann Sklenka, Karl Etti usw.), darunter das Bläserquintett op. 46 von Gottfried von Einem, für das sich das Wiener Bläserquintett ein zweijähriges Exklusivrecht sichern konnte. Das am 20. August 1976 in Ossiach uraufgeführte Werk wurde in das Standardrepertoire des Ensembles übernommen, an vielen Orten gespielt und 1979 von der Deutschen Grammophon auf Schallplatte aufgenommen.

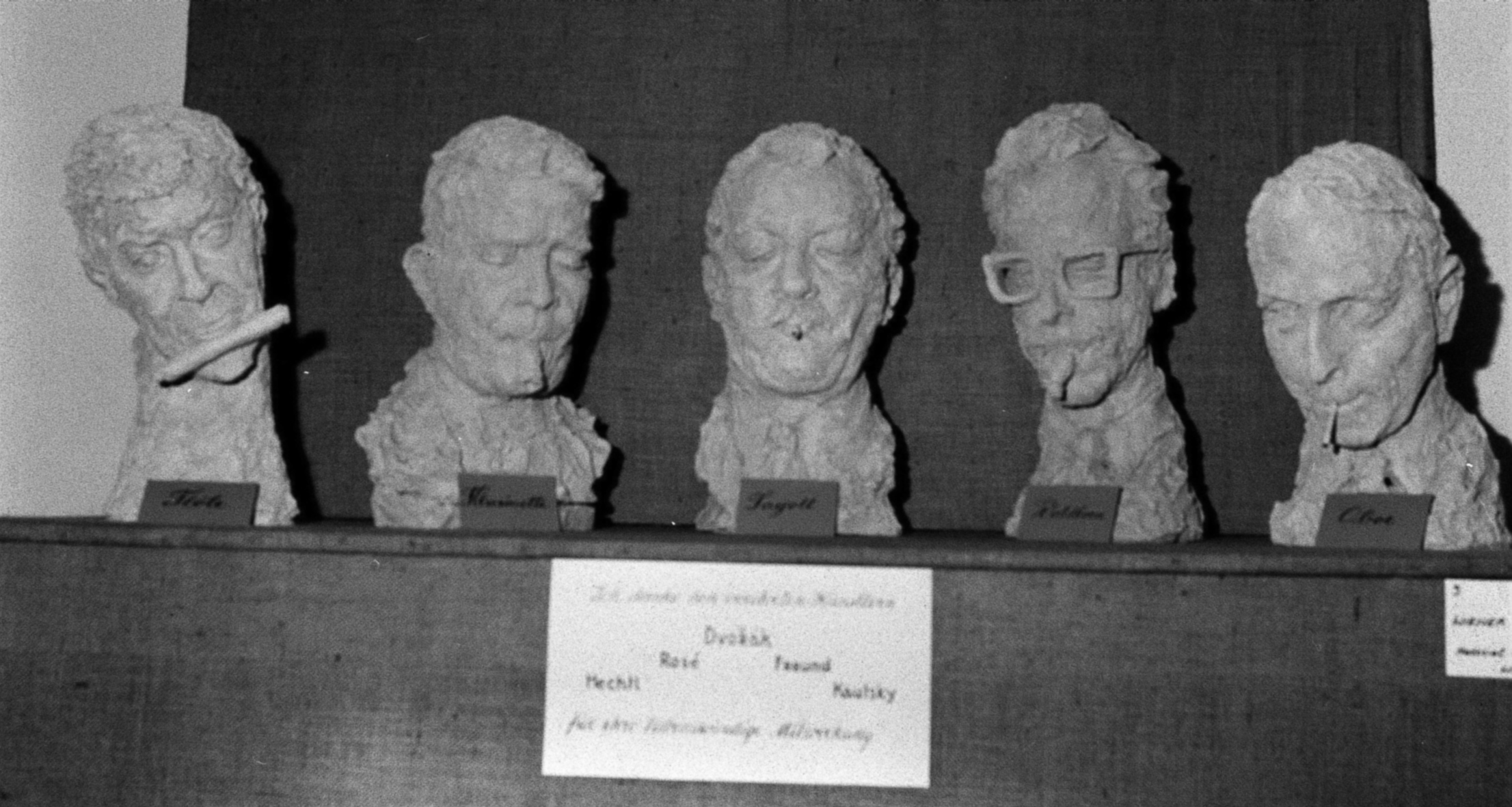
Wiener Bläserquintett, in Keramik modelliert von Gräfin Gallitzin 1969

1974 wurde Rosé an der Klarinette durch Gottfried Mayer (etwa zwei Jahre), dann Siegfried Schenner (Volksoper, ORF Radio-Symphonieorchester) abgelöst. Kautzky (Oboe) verließ das Wiener Bläserquintett 1980, sein Nachfolger war Klaus Lienbacher. Zuletzt trat das Wiener Bläserquintett Mitte der 1980er Jahre auf.

## Aufnahmen
Das Wiener Bläserquintett – Bläsersoirée in Salzburg. Amadeo – AVRS 6446 St, Vinyl, LP. Österreich, 1968. Besetzung: Fagott: Karl Dvorak • Klarinette: Alfred Rosé, Friedrich Fuchs • Flöte: Franz Opalensky • Horn: Friedrich Gabler, Hans Fischer • Oboe: Erich Dittrich, Manfred Kautzky
Das Wiener Bläserquintett – Musik für Bläserquintett. Deutsche Grammophon – 2531 115. Vinyl, LP. Deutschland, 1979. Kompositionen von Paul Walter Fürst, Marcel Rubin, Helmut Eder, Gottfried von Einem. Besetzung: Manfred Kautzky, Oboe • Gottfried Hechtl, Flöte • Siegfried Schenner, Klarinette • Robert Freund, Horn • Karl Dvořák, Fagott

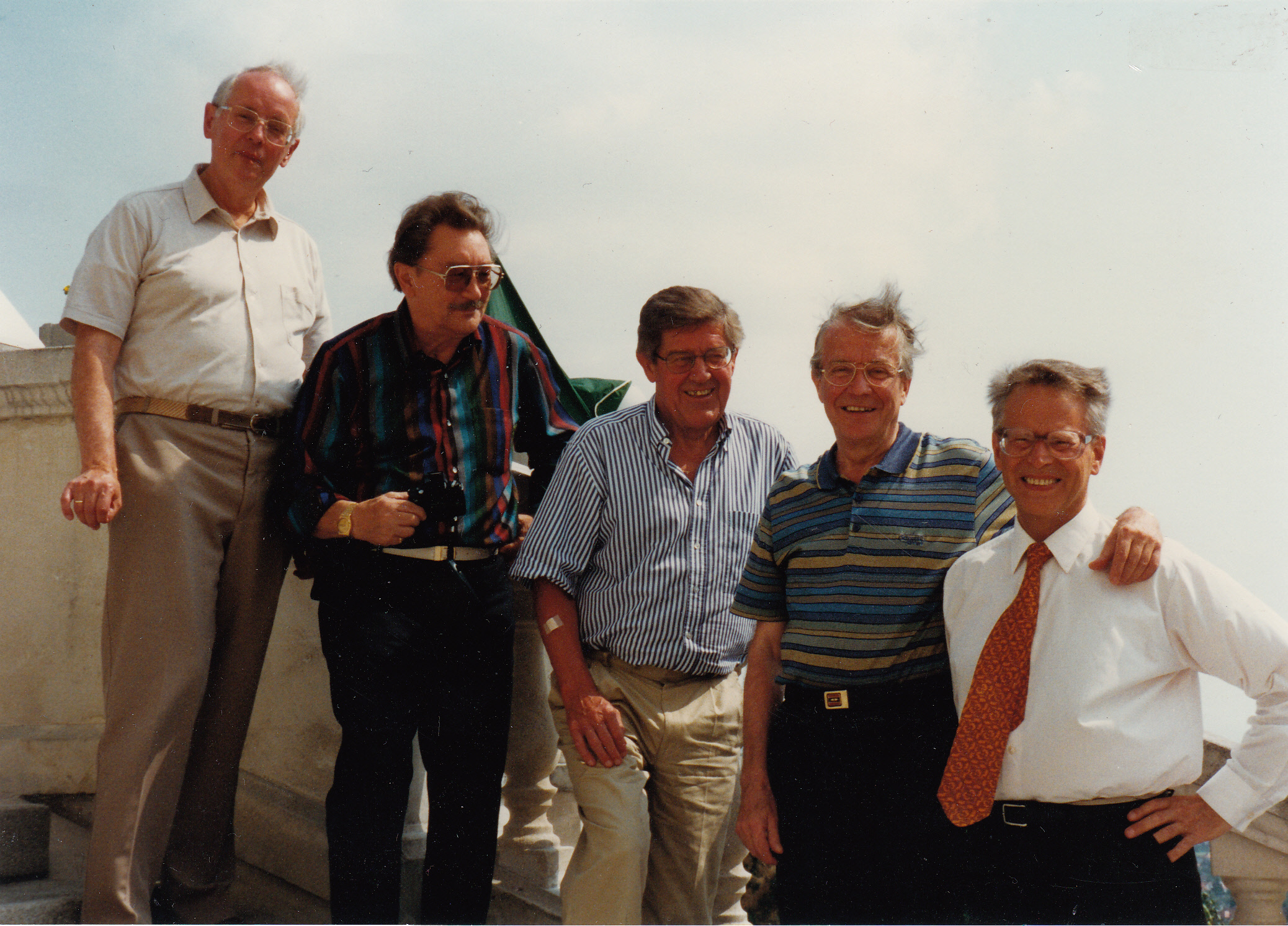
Das Wiener Bläserquintett i. R.

Johann Sklenka, Das Wiener Bläserquintett – Naive Musik 1. Preiser Records – 0120 386. Vinyl, LP. Österreich, 1980. Besetzung: Karl Dvořák, Fagott • Siegfried Schenner, Klarinette • Gottfried Hechtl, Flöte • Robert Freund, Horn • Jürg Schaeftlein, Oboe
Johann Sklenka, Das Wiener Bläserquintett – Naive Musik 2. Preiser Records – 0120 388. Vinyl, LP. Österreich, 1980. Besetzung: Karl Dvořák, Fagott • Siegfried Schenner, Klarinette • Gottfried Hechtl, Flöte • Robert Freund, Horn • Jürg Schaeftlein, Oboe

## Einige Konzerte
- 1. Oktober 1968, Steirischer Herbst. Grazer Congress – Kammermusiksaal[6].
- 17. April 1970, Institut Autrichien, Paris, Salle Cortot[7].
- 22. Juli 1972, Bregenzer Festspiele. Schoppernau[8].
- 20. Oktober 1973, Wiener Musikverein, Brahmssaal. Mit Hans Kann, Klavier[9].
- 25. Februar 1975, Linzer Brucknerhaus[10].
- 1985, Steirischer Herbst. Kammerkonzert, Schloss Pichl[11].